# داستان سیندرلا
داستان سیندرلا (به انگلیسی: A Cinderella Story) فیلمی است محصول سال ۲۰۰۴ و به کارگردانی مارک روسمان است. در این فیلم بازیگرانی همچون هیلاری داف، چاد مایکل موری، جنیفر کولیج، رجینا کینگ، دن برد، جولی گونزالو، مادلین زیما، پال رودریگز، سایمون هلبرگ، جی دی پاردو، اریکا هابرد، مری پت گلیسون، لین شی، ویپ هوبلی، کوین کیلنر ایفای نقش کرده‌اند.

## خلاصه داستان
سام دختر ۱۶ ساله‌ای است که پدرش مرده و او بهمراه مادرخوانده و دو دخترش زندگی می‌کند. مادرخوانده سام زن بدجنس و بی رحمی است و او را مجبور کرده که در اتاق زیر شیروانی زندگی کند. او که دختر تنهایی است، به سراغ اینترنت رفته و شروع به چت کردن می‌کند. سام قرار ملاقاتی با بهترین دوست اینترنتی اش که تاکنون او را ندیده می‌گذارد و آنها تصمیم می‌گیرند در مجلس رقص هالووین همدیگر را ملاقات کنند…